# ضياء شيت خطاب
العلامة ضياء شيت خطاب رئيس محكمة تمييز العراق الاسبق وعضو المحكمة الدولية، وهو من قضاة العراق البارزين.

## ولادته ونشأته ومسيرته الدراسية

### الولادة والنشأة
ولـد ضياء شيت خطاب في مدينة الموصل شمالي العراق عام 1338هـ/ 1920م، من أبويين عربيين يسكنان مدينة الموصل.
نشأ في أسرة دينية شريفة النسب يتصل نسبه إلى الحسن بن علي، تشتغل عائلته بالتجارة، وهو أخ لثلاثة اشقاء وخمس شقيقات، أبرزهم العالم والمؤرخ اللواء الركن محمود شيت خطاب والفريق علي احسان شيت خطاب، الذين خدموا العراق في مجالات شتى.
تزوج بعد الانتهاء من دراسته الجامعية الأولية من السيدة عالية ضياء يونس وتنتمي إلى أسرة من مدينة الموصل وأنجب منها ثمانية أولاد.

### دراسته
أكمل خطاب تعليمه الثانوي عام 1938م في مدينة الموصل، ثم اتجه بعدها إلى كلية الحقوق في بغداد ليدرس فيها القانون وتخرج منها عام 1942م، والتحق بجامعة جورج واشنطن في الولايات المتحدة الأمريكية لتكملة دراسته (للدراسات العليا) فنال منها شهادة الماجستير في القانون المقارن عام 1963 م.
منحه قسم القانون في كلية القانون والسياسة في جامعة بغداد شهادة تقديرية بمناسبة مرور خمسة وسبعين عاماً على تأسيسها تشهد له فيها بأنه من خريجيها المتميزين واللامعين في مجال القانون.
كرمته جامعة بغداد بمناسبة مرور مائة عام على تأسيسها، تأكيداً واعتزازاً بما قدمهُ من خدمات لقانون طيلة حياته.
يتميز ضياء شيت خطاب انه يحب العلم والمطالعة ويطالع ويقرأ الكثير من المؤلفات والكتب الأدبية والقانونية لحد وفاته.

## دوره القضائي
تولى مناصب عديدة ساهم من خلالها في خدمة وتحقيق العدالة في العراق وأهمها:
مارس ضياء شيت خطاب المحاماة لبضعة أشهر وبعدها أصبح معاوناً قضائياً في محاكم بغداد ما بين الأعوام 1945 م-1955 م
عين في عام 1955 عضوا في محكمة الاستئناف العراقية في بغداد وبعدها انتدبه وزير العدل كقانوني في ديواني التدوين القانوني.
في عام 1964 م ونتيجة لابداعه وتفانيه في عمله عين عضواً في محكمة تمييز العراق
أصبح في عام 1970 م رئيسا لديوان التدوين القانوني الذي يعرف بمجلس شورى الدولة
بنفس السنة عام 1970 م عُيّن نائبًا لرئيس محكمة التمييز العراقية واستمر بمنصبه هذا حتى عام 1979 م ، عندها تم تعيينه رئيسًا لمحكمة التنييز العراقية واستمر بمنصبه هذا حتى تقاعده عام 1983 م .
نال منصب عضو لجنة التحكيم الدولية في مدينة لاهاي. 

### اللجان القانونية
كان رئيساً للجنة وضع قانون التنظيم القضائي رقم 60 لسنة 1979 م،
رئيس لجنة وضع قانون التنفيذ رقم 45 لسنة 1980،
رئيس لجنة وضع قانون الرسوم العدلية رقم 14 لسنة 1981،
رئيس لجنة وضع مشروع قانون الإجراءات المدنية،
عضو لجنة مشروع القانون المدني. بالإضافة إلى انه شارك بوضع بعض القوانين المتعلقة بتنفيذ قانون إصلاح النظام القانوني رقم 35 لسنة 1977 م. 

### مكانته
مثل العراق في ندوات ومؤتمرات عربية ودولية.
أطلق عليه الباحثون والمؤلفون اسم «سنهوري العراق» نسبة إلى الشهير شيخ قضاة العرب عبد الرزاق السنهوري نظراً لما قدمه من خدمات كبيرة لقانون.
اطلقت عليه عدة ألقاب منها شيخ القضاة وإمام القضاة.

## دوره العلمي

### مؤلفاته
ألف ضياء شيت خطاب الكثير من الكتب أبرزها:
1. شرح قانون المرافعات المدنية والتجارية ـ بغداد 1967 م.
2. بحوث ودراسات في قانون المرافعات الجديدة ـ القاهرة 1970 م.
3. التنظيم القضائي في العراق ـ القاهرة 1968 م.
4. الوجيز في قانون المرافعات العراقي ـ بغداد 1973م.[5]
5. فـن القضاء ـ الكويت 1984 م.

له أكثر من ثلاثين بحثاً تم نشره في صحف ومجلات عراقية وعربية.

### التعليم العالي
دَرس في الجامعات والمعاهد العراقية لسنوات طويلة منذ عام 1959م، وعمل استاذاً محاضراً في كلية الحقوق بجامعة بغداد لسنوات كثيرة وفي كلية القانون (جامعة صدام سابقاً).
ودرس أيضاً في المعهد القضائي، والقى الكثير من المحاضرات القانونية للطلاب العرب في الجامعات ومعاهد الاقطار العربية.

### الخبرات العلمية
نال ضياء شيت خطاب عضوية ثلاثة مجامع علمية في العراق والأردن ومصر.
لدى ضياء شيت خطاب مكتبة خاصة في بيته تحتوي على الآلاف من الكتب والمؤلفات القانونية والادبية وكان رافداً لها بالكتب والمؤلفات والمطالعة المستمرة.

## وفاته
توفي ضياء شيت يوم الأثنين 17 جمادي الأولى 1433هـ/ 9 أبريل (نيسان) 2012م، وأقيم لهُ مجلس عزاء في جامع البر الرحيم في منطقة اليرموك الواقعة في جانب الكرخ من بغداد، حضرها الكثير من القضاة والاصدقاء.
كما أقيم لهُ مجلس عزاء أيضاً في العاصمة الأردنية عمّان ومدينة الموصل (محل ولادته).